# Tasiusaq (Qaasuitsup)
Tasiusaq (o Tasiussaq) è un piccolo villaggio della Groenlandia di 240 abitanti. Si trova in un piccolo arcipelago nella Baia di Baffin, circa 800 km a nord del Circolo polare artico; appartiene al comune di Avannaata.